# BLS Netz
Die BLS Netz AG (BLSN) ist ein schweizerischer Infrastrukturbetreiber mit Sitz in Bern. Mit 440 km Streckenlänge ist sie die grösste Schweizer Privatbahn. Sie wurde am 1. Juli 1993 unter dem Namen BLS Alp Transit AG im Handelsregister eingetragen. Als hundertprozentige Tochter der damaligen Berner Alpenbahn-Gesellschaft Bern–Lötschberg–Simplon war ihr Zweck der «Bau einer mit Basistunnel versehenen neuen Linie aus dem Raum Frutigen/Heustrich in den Raum Gampel/Steg/Raron/Mundbach gemäss Bundesbeschluss vom 4. Oktober 1991».
Da die Doppelspur der Lötschberg-Bergstrecke sowie der Lötschberg-Basistunnel weitestgehend durch den Bund finanziert wurden, die BLS AG aber im Mehrheitsbesitz des Kantons Bern ist, verlangte der Bund die Ausgliederung der Eisenbahn-Infrastruktur in eine Gesellschaft, an der er die Mehrheit halten kann.
Um das vom Bund gesetzte Ziel zu erreichen, wurde die BLS Alp Transit AG im April 2009 in BLS Netz AG (BLSN) umbenannt. Die BLSN übernahm gleichzeitig die Aktiven und Passiven der gesamten Eisenbahn-Infrastruktur mit einem Anlagewert von 3,64 Milliarden Schweizer Franken von der BLS AG. In einem zweiten Schritt wurden bedingt rückzahlbare Darlehen von Bund und Kanton so in Eigenkapital umgewandelt, dass sich die Aktien zu 50,1 % im Besitz des Bundes, zu 33,4 % im Besitz der BLS AG und zu 16,5 % im Besitz des Kantons Bern befinden. Gleichzeitig wurde der BLS AG von den beiden anderen Aktionären zugesichert, dass die einheitliche Führung im Rahmen des Konzerns BLS gewährleistet bleibe.
Bau und Betrieb des BLS-Netzes läuft rückwirkend seit 1. Januar 2009 auf Rechnung der BLSN. Sie ist Inhaberin der Eisenbahn-Infrastrukturkonzession. Ihre Aufwendungen und Investitionsausgaben deckt sie hauptsächlich durch die Erlöse aus der Benutzung der Infrastruktur (Trassenpreis) und den Abgeltungen und Darlehen der öffentlichen Hand (Bund sowie bis 2015 Kantone Bern, Solothurn, Luzern, Freiburg und Neuenburg).
Die BLSN hat kein eigenes Personal. Dieses wird für sämtliche Funktionen per Betriebsvertrag durch die BLS AG gestellt. Auch Personal, das ausschliesslich für die Infrastruktur arbeitet, ist somit weiterhin bei der BLS AG angestellt.
Per 1. Januar 2025 soll der Betrieb des Bahnhofs Thun an die BLS Netz AG übertragen werden, welcher derzeit noch gemeinsam mit den Schweizerischen Bundesbahnen (SBB) betrieben wird. Zudem wird der Betrieb des ebenfalls gemeinsam geführten Bahnhofs Brig künftig alleine von den SBB getragen. Den Donnerbühltunnel beim Bahnhof Bern, welcher auf der Bahnstrecke Lausanne–Bern liegt, tritt die BLS Netz AG an die SBB ab. Die SBB übernehmen ebenfalls die Systemführerschaft Bahnstrom im Hochspannungsbereich von der BLS Netz AG.